# Gutleuthafen
Der Gutleuthafen (auch als Flusshafen Gutleut oder Flusshafen Gutleuthof bezeichnet) ist ein Binnenhafen in Frankfurt am Main, der Anfang der 1960er Jahre als Lände angelegt wurde und in dem insbesondere Schüttgut und Metallwaren umgeschlagen werden.

## Lage und Beschreibung
Der Hafen befindet sich im Frankfurter Gutleutviertel rechtsmainisch von Mainkilometer 31,000 bis 32,190 und ist nach der Betriebseinstellung des Höchster Hafens 1982 der westlichste der öffentlichen Frankfurter Häfen. Er befindet sich zwischen der Main-Neckar-Brücke und der Niederräder Brücke an der Stelle des früheren Gutleuthofes.
Die Kaimauern haben eine Länge von rund 1,3 Kilometer, die Wassertiefe beträgt 2,90 Meter, die Nutzfläche im Hafen besteht aus rund 1.300.000 Quadratmetern. Betrieben wird der Hafen vom städtischen Eigenbetrieb HFM Managementgesellschaft für Hafen und Markt Frankfurt, den früheren städtischen Hafenbetrieben. Neben den Umschlagsanlagen – bestehend aus einem Portalkran und mehreren Auslegern mit Förderbändern und Saugeinrichtungen sowie Mobilkränen der ansässigen Unternehmen – verfügt der Hafen über zahlreiche Lagerhäuser und Lagerflächen, die den dortigen Unternehmen gehören.

## Geschichte
Erste Vorstellungen zur Erweiterung der Frankfurter Hafenflächen in Richtung Gutleut stammen aus der Zeit vor Anlage des Frankfurter Westhafens bereits aus dem Jahr 1876. Diese wurden zugunsten des Frankfurter Osthafens aufgegeben. Nach dem Ersten Weltkrieg gab es erneut konkrete Gespräche für einen Hafen in diesem Bereich, als 1928 als Vorgaben für einen Flusshafen die Verlängerung der Bahngleise vom Westhafen in Richtung Gutleuthof gefordert wurden. Vor dem Hintergrund der Weltwirtschaftskrise wurde diese Planung nicht umgesetzt, aber in den 1930er Jahren erneut aufgegriffen. Nach fast vollständiger Auslastung des Osthafens suchte die Stadt Frankfurt wieder Erweiterungsflächen an dieser Stelle. Alle Zustimmungen der Stadt und der Reichsbahn lagen bereits vor, als 1938 die Materialzuteilung abgelehnt wurde und das Projekt erneut aufgegeben werden musste.
Nach dem Zweiten Weltkrieg konnte der Hafenumschlag in Frankfurt absehbar nicht länger von den bestehenden Häfen abgedeckt werden. Die Stadt Frankfurt griff die früheren Planungen auf und ließ von 1962 bis 1968 den zunächst als „Flusshafen Gutleuthof“ und „Flusshafen Gutleut“ bezeichneten Hafen in Form einer Lände bauen. Die Stadt übernahm die Errichtung der Kaimauer und sorgte für die Erschließung der Gleisanlagen, deren Gesamtkosten sich auf 4,75 Millionen D-Mark beliefen. Der Bau der Gebäude und Lagerflächen im Hafen wurden von den Unternehmen übernommen. Umgeschlagen wurden zunächst Baustoffe, Eisen, Stahl, Düngemittel, Papier und andere Handelsgüter, später konzentrierte sich der Umschlag auf Baustoffe und Metallwaren.
Mit der Stilllegung des Hafenbetriebes im Frankfurter Westhafen 2000 zugunsten einer Wohn- und Gewerbebebauung zog die Firma Sehring mit ihren Anlagen für den Umschlag von Kies und Beton vom Westhafen in den Gutleuthafen um.

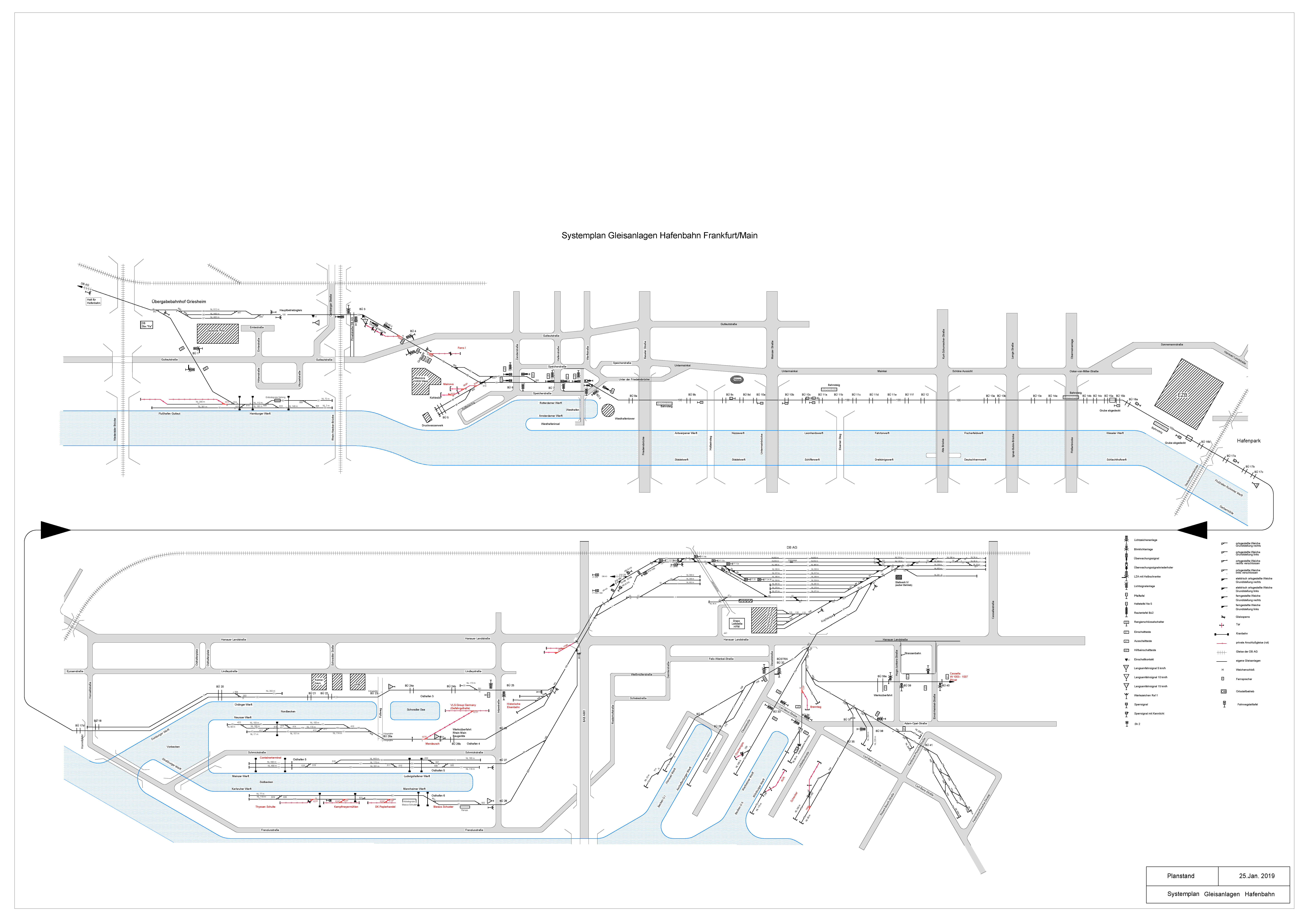
Spurnetz der Frankfurter Verbindungsbahn einschließlich Gleisen im Gutleuthafen

## Verkehrsanbindung
Verkehrlich angebunden ist der Hafen an das Schienen- und Straßen- bzw. Autobahnnetz der Region: Auf dem Hafengelände verlaufen rund 3 Kilometer Gleise, die Teil der Städtischen Verbindungsbahn Frankfurt am Main sind und über den Bahnhof Frankfurt-Griesheim an das Schienennetz der Deutschen Bahn (Kursbuchstrecke 627: Main-Lahn-Bahn) angeschlossen sind. Über eine Zubringerstraße in Frankfurt-West ist der Hafen an das Frankfurter Kreuz und damit an die Bundesautobahn 3 und die Bundesautobahn 5 angebunden.